# Electorado de Baden
El Electorado de Baden fue un Estado del Sacro Imperio Romano Germánico entre 1803 y 1806, con Carlos Federico como Príncipe-Elector. Napoleón otorgó el rango de Príncipe-elector en 1803, pero este solo permaneció efectivo hasta que Francisco II disolvió el Imperio en 1806. Al tiempo de la disolución, el territorio alcanzó soberanía, con Carlos Federico como Gran Duque.

## Historia

Gran Escudo del Elector de Baden

Al inicio de la Revolución Francesa, el Margraviato de Baden estaba unido bajo Carlos Federico, pero este no formaba un territorio compacto. Su superficie total era de solo unos 3.500 km², consistiendo de un número de distritos aislados a ambas márgenes del alto Rin. Carlos Federico se esforzó por adquirir los tramos intermedios de tierra, para dar así continuidad territorial a su país. Su oportunidad para conseguirlo llegó durante las  Guerras Revolucionarias Francesas. Cuando estalló la guerra entre la Primera República Francesa y la Monarquía Habsburgo en 1792, el Margraviato de Baden luchó en favor de la Casa de Habsburgo. Sin embargo, su país fue devastado como resultado, y en 1796 el Margrave se vio obligado a pagar una indemnización y ceder sus territorios en la margen izquierda del Rin en favor de la Primera República Francesa. La fortuna, sin embargo, pronto cambiaría. Con la mediatización alemana de 1803, y en gran parte debido a los buenos oficios de Alejandro I de Rusia, Carlos Federico recibió el Principado episcopal de Constanza, parte del Electorado del Palatinado, y otros distritos más pequeños, conjuntamente con el prestigio de ser nombrado Príncipe-Elector. En 1805 cambió de bando y luchó en favor de Napoleón; como resultado, por la Paz de Presburgo de ese mismo año, obtuvo Breisgau y otros territorios a expensas del Imperio austríaco. En 1806, el Electorado de Baden firmó el Rheinbundakte, uniéndose a la Confederación del Rin. Con la disolución del Sacro Imperio Romano Germánico, Carlos Federico declaró su soberanía creando así el Gran Ducado de Baden, recibiendo otras incorporaciones territoriales también.